# Willem Carel Nakken

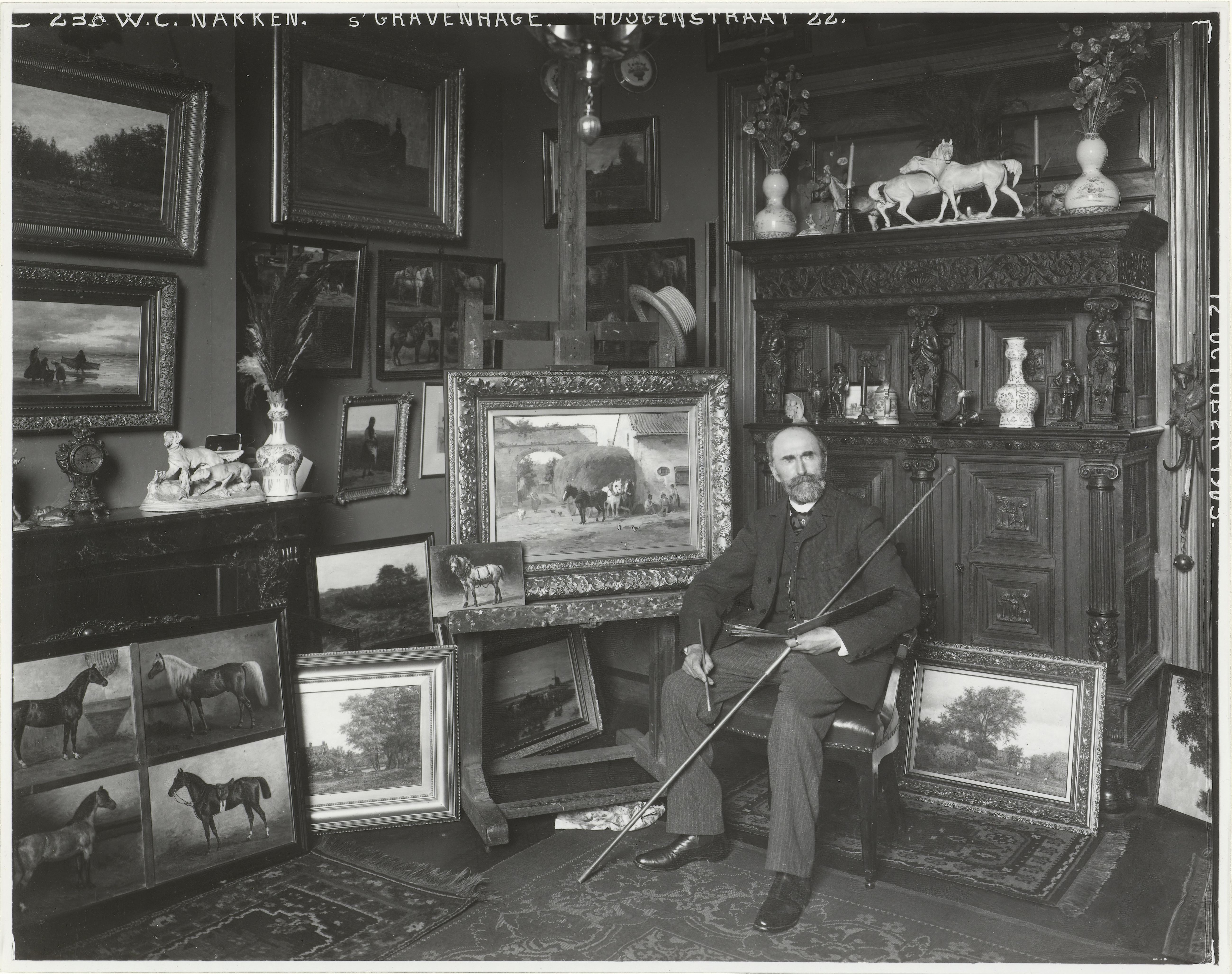
Willem Carel Nakken, 1903

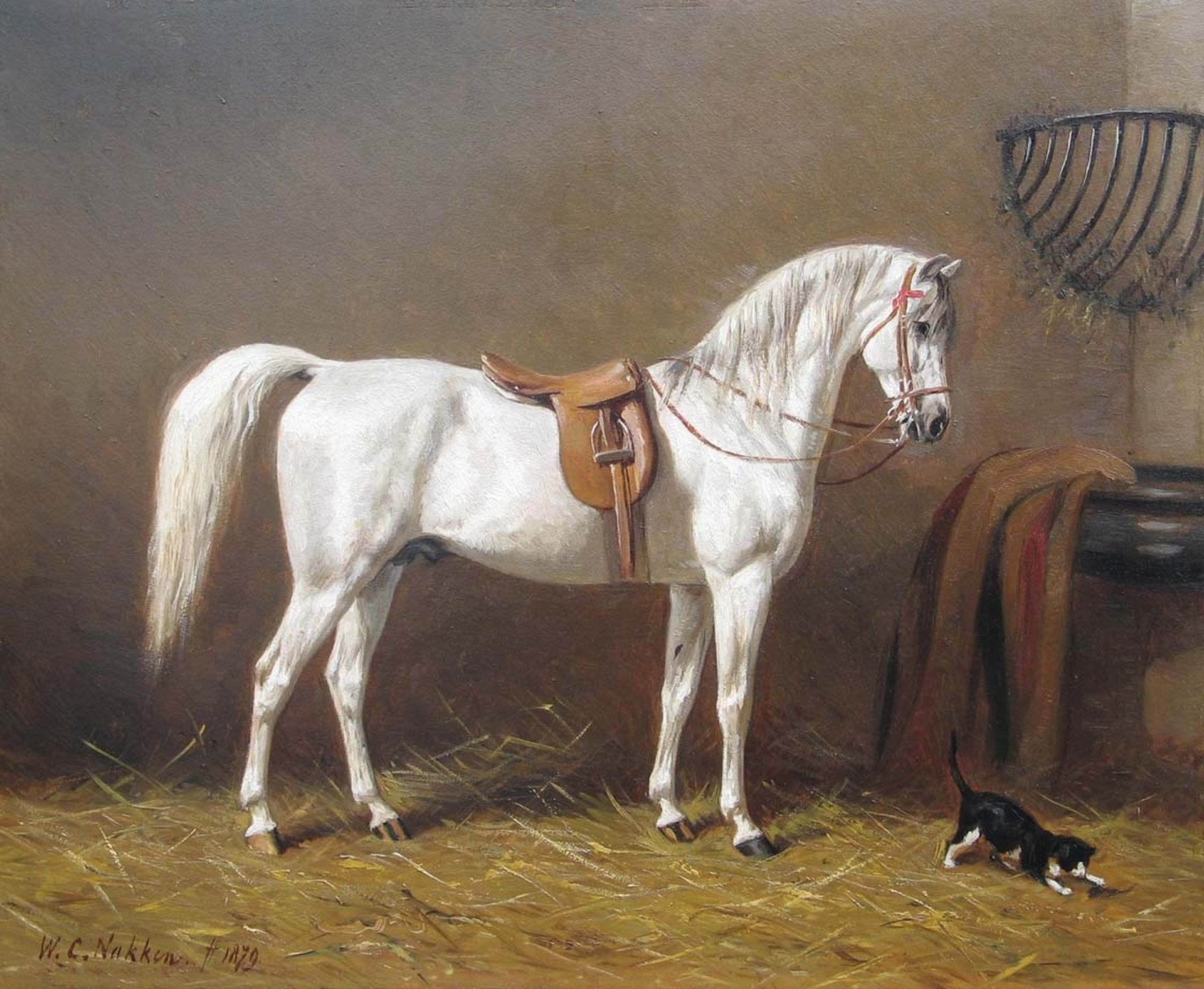
Schimmel in einem Stall

Willem Carel Nakken (* 9. April 1835 in Den Haag; † 4. Januar 1926 in Rijswijk) war ein niederländischer Maler, Zeichner und Aquarellist.
Nakken wurde als Sohn des Spirituosenhändlers Jan Willem Nakken und Harmina Katrina Kamperman geboren. Er studierte an der Koninklijke Academie van Beeldende Kunsten in Den Haag und an der Koninklijke Academie voor Schone Kunsten van Antwerpen. Nakken war Schüler von Anthonie Franciscus Dona (1802–1877), der als Viehmaler bekannt war. 
Nakken malte Genreszenen, Landschaften, Stadtlandschaften, Stillleben und Tiere. Er war als Pferdemaler bekannt. Um 1859 arbeitete er einige Zeit in Oosterbeek. Er unternahm mehrere Studienreisen in die Normandie, wo er in Le Havre  und Honfleur malte. In der Nähe seiner Heimatstadt Den Haag fertigte er verschiedene Gemälde an, unter anderem am Strand von Scheveningen. Außerhalb seines Wohngebiets malte er auch in den Ardennen und in Süd-Limburg. Er lebte den letzten Teil seines Lebens in Rijswijk in der Nähe von Den Haag.
Nakken war Mitglied des Künstlerverbandes „Arti et Amicitiae“ in Amsterdam und der Malergesellschaft „Pulchri Studio“ sowie des Hollandsche Teekenmaatschappij in Den Haag. Er hatte Ausstellungen in Den Haag und Amsterdam. Seine Arbeiten wurden in die Sammlungen des Stedelijk-Museums in Amsterdam, des Gemeentemuseums Den Haag, des Museums Boijmans Van Beuningen in Rotterdam, des Gemeentemuseums Arnhem und des Frans Hals-Museums in Haarlem aufgenommen. 